# حسین فروتن‌مهر
حسین فروتن‌مهر (زاده ۱۱ دی ۱۳۲۹) مدیر و کارآفرین برتر زاده ایران است. وی به عنوان پدر صنعت بتن ایران شناخته می‌شود. او هم‌اکنون رئیس انجمن صنفی بتن آماده شهریار، عضو هیئت مدیره خانه صنعت، معدن و تجارت استان تهران، عضو هیئت مدیره انجمن دارندگان نشان استاندارد ایران و مدیرعامل شرکت فهاب بتن است. وی در سال ۱۴۰۳ لوح تقدیر و تندیس واحد نمونه استاندارد ملی را دریافت نمود؛ همچنین وی، چندین سال به عنوان چهره ماندگار صنعت، معدن و تجارت کشور و برگزیده شده است.

## سوابق مدیریتی
از سوابق مدیریتی حسین فروتن‌مهر می‌توان به مواردی مانند مدیرعامل کارخانه فهاب بتن، نائب رئیس هیئت مدیره انجمن دارندگان نشان استاندارد ایران، عضو هیئت مؤسس انجمن بتن ایران، رئیس هیئت مدیره انجمن صنفی بتن آماده شهریار و قطعات بتنی ایران و عضو هیئت مدیره خانه صنعت، معدن و تجارت استان تهران اشاره کرد. همچنین وی پیش‌تر، عضو هیئت مدیره بنیاد حامیان استاندارد، عضو هیئت مدیره کانون عالی کارفرمایان کل کشور، حضور در بیش از هزار جلسه تدوین استاندارد از طرف اداره کل استاندارد و تحقیقات صنعتی ایران، و عضو کمیته فنی بتن در سازمان نظام مهندسی استان تهران، بوده است. از فعالیت‌های شاخص ایشان در تهیه و ترویج استاندارد می‌توان به حضور در تهیه و تدوین استاندارد ۶۰۴۴ مربوط به بتن آماه کشور اشاره کرد. همچنان ایشان جز افراد پیشرویی بودند که با تشکیل جلسات هم‌اندیشی مختلف با اساتید مطرح کشور، گام‌های مهمی در راستا ترویج استاندارد در صنعت بتن کشور انجام دادند.

## فعالیت‌ها
فروتن‌مهر پروژه‌های مهمی را در سطح کشور اجرا نموده است. وی در سال ۱۳۵۴ شرکت ساختمانی فهاب بتن را تأسیس نمود و پروژه‌های شاخصی را انجام داد. از پروژه‌های مطرح ایشان می‌توان به ساخت شرکت ذوب آهن اصفهان (که فرایند بتن‌ریزی آن به تنهایی بین ۲ تا ۳ سال به طول انجامید)، اردوگاه نخست‌وزیری بابلسر - پل بیدبلند رامهرمز (که در سال ۱۳۶۰ ساخته شد)، ساخت جاده نی‌ریز، اجرای جاده آسفالت کارخانه فلات قاره، احداث جاده سلفچگان به کارخانه باریت، جاده‌سازی و ساختمان‌سازی صنعتی در کوی فراز، ساخت نخستین کارخانه تمام خودکار تولید ماکارونی متعلق به شرکت زرماکارون، ساخت کارخانه سنگ‌بری ده‌بید، پروژه سنگ آب آذرشهر با زیربنا ۵۴۵۰۰ متر، سنگاب همدان با زیربنا ۲۲۵۰۰ متر و سنگ آب نی‌ریز اشاره کرد.

## افتخارات و دستاوردها

### افتخارات و دستاوردها[۹]
- برند برتر صنعت ساختمان در دهمین اجلاس باشگاه سازندگان و تولیدکنندگان ساختمان در سال ۱۴۰۳[۱۹]
- تندیس روز ملی صنعت و معدن در سال ۱۳۹۷ الی ۱۴۰۳
- تولیدکنندگان نمونه صنعت ساختمان سال ۱۴۰۱
- پانزدهمین همایش تجلیل از کار افرینان برتر و مدیران اشتغال‌زا کشور در مرکز همایش‌های صدا و سیما در اسفند ۱۴۰۱
- واحد نمونه ملی استاندارد کشور در سال ۱۴۰۰[۱۰]
- نهمین همایش منتخبین برندهای صنعت، معدن و تجارت واحد منتخب برند صنعت در دی ۱۴۰۰
- واحد نمونه استانی در روز جهانی استاندارد در مهر ۱۳۹۷، ۱۳۹۹ و ۱۴۰۰
- کارآفرین اشتغال‌زایی کشور در مرکز همایش‌های بین‌المللی صدا و سیما در بهمن ۱۳۹۹
- افتخار ملی در هفدهمین جشنواره تولید ملی در بهمن ۱۳۹۸
- چهره‌های ماندگار مدیریت ایران در مرکز همایش‌های سازمان اسناد کتابخانه ملی جمهوری اسلامی ایران در تابستان ۱۳۹۵
- چهره‌های نام آشنای صنعت، معدن و تجارت ایران در مرکز همایش‌های بین‌المللی صدا و سیما جمهوری اسلامی ایران در بهار ۱۳۹۵
- لوح تقدیر برای تولید و دانش بنیان حامی محیط زیست
- اهدایی از طرف دفتر نمایندگی ملی فونداسیون بین‌المللی بتن
- یازدهمین الی هفدهمین جشنواره ملی تولیدکنندگان و مدیران جوان[۱۳][۱۲][۲۰]
- نهمین و دهمین دوره معرفی چهره ماندگار صنعت معدن و تجارت ایران
- دوازدهمین دوره معرفی چهره ماندگار صنعت معدن و تجارت ایران در آئین نکو داشت جناب آقای مهندس حسین فروتن مهر پدر صنعت بتن ایران
- سیزدهمین الی شانزدهمین دوره معرفی چهره ماندگار صنعت معدن و تجارت ایران
- انتخاب واحد نمونه کیفی در سطح ملی در مراسم بزرگداشت روز ملی استاندارد
- انتخاب واحد نمونه در هجدهمین دوره ارزیابی ملی کیفیت ایران

### گواهینامه‌ها[۹]
- اخذ گواهینامه و پروانه کاربرد و علامت استاندارد تا رده مقاومتی C50
- تنها دارنده رده مقاومتی C80 از سازمان استاندارد و تحقیقات صنعتی ایران
- دارنده گواهینامه تضمین کیفیت کالا مورد تأیید شهرداری تهران
- دارنده گواهینامهISO9001 در کیفیت
- دارنده گواهینامه ISO14001 در مدیریت محیط زیست
- گواهینامه استانی رعایت حقوق مصرف‌کنندگان استان تهران در سال ۱۳۹۶ الی ۱۴۰۰
- دریافت نشان صنعتگر نمونه در سال‌های متوالی ۱۳۹۶ و ۱۳۹۷
- لوح سپاس به عنوان بهترین کارفرما در سال ۱۳۹۰ از طرف بیمه تأمین اجتماعی
- دارنده تندیس افتخار دوازدهمین همایش سالیانه بتن و زلزله از مؤسسه بتن ایران
- لوح تقدیر شورای عالی کار
- لوح تقدیر بین‌المللی مرکز تحقیقات بتن ACI
- دریافت چندین لوح به عنوان چهره ماندگار از صنعت، معدن و تجارت ایران